# Meervoudig ruimtegebruik
Meervoudig ruimtegebruik is het gebruik van eenzelfde grond- of wateroppervlakte voor meer dan één doel.

## Klassieke voorbeelden
Het gebruik van een oppervlakte voor meerdere doeleinden is niets nieuws. Het gebeurde vanouds, zelfs in de vrije natuur. Een bos kan dienen voor meerdere functies tegelijk, zoals houtproductie, biodiversiteit, jacht, en andere functies. Woeste gronden werden gebruikt voor de productie van honing en was door bijen; van mest, wol en vlees door schapen; van plaggen en turf voor bemesting en brandstof. Vaarwegen werden tevens voor de visvangst gebruikt, enzovoort.
Ook in de landbouw kent men het gebruik van de ruimte voor meerdere functies. Het telen van stoppelgewassen onder het hoofdgewas en het beweiden van boomgaarden zijn daar voorbeelden van.

## Gebouwde omgeving

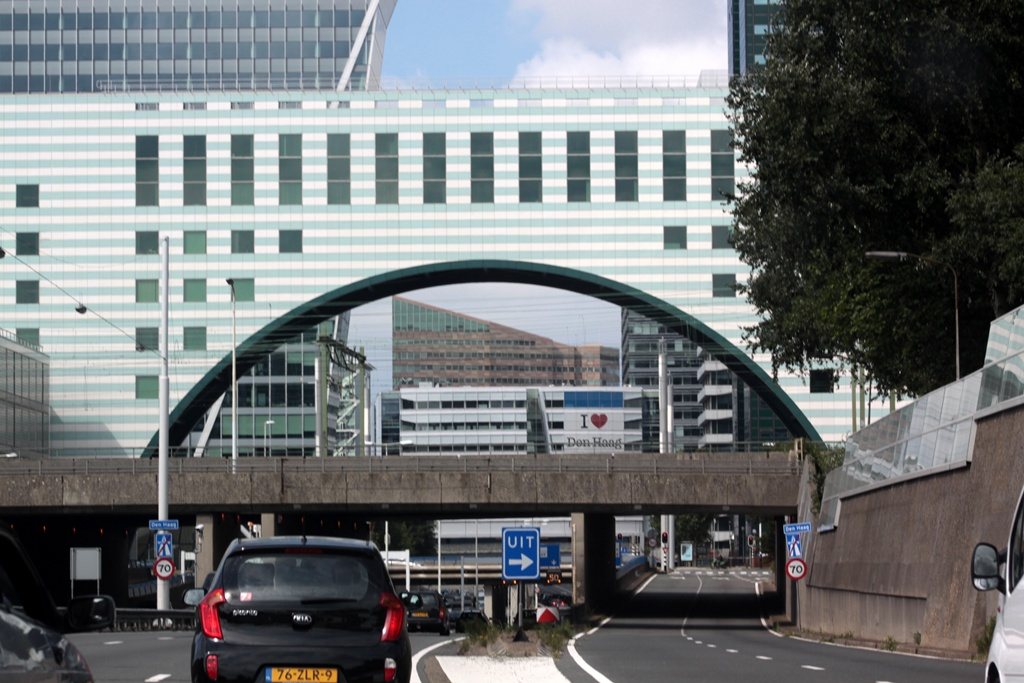
Kantoorgebouwen boven de Utrechtsebaan in Den Haag

In de gebouwde omgeving is er evenzeer vaak sprake van meervoudig ruimtegebruik, wat door de introductie van hoogbouw al duidelijk is. De aanleg van daktuinen is dan eveneens mogelijk en de plaatsing op het dak van zonneboilers en zonnecellen zijn er sprekende en meer moderne voorbeelden van. Ook de aanleg van de metrolijnen -de eerste lijn van de Metro van Londen opende reeds in 1863- is een voorbeeld van meervoudig ruimtegebruik. Tegenwoordig hebben de meeste stedelijke gebieden een uitgebreide ondergrondse infrastructuur en vooral landen als Japan, waar de grond schaars en duur is, kennen een lange traditie op dit gebied.

### Nederland
Omdat in Nederland een schaarste heerst en steeds meer belang wordt gehecht aan de kwaliteit van die ruimte, is er behoefte om het land te herinrichten. Meervoudig ruimtegebruik of dubbel grondgebruik komt aan die noodzaak tegemoet. Er zijn diverse mogelijkheden voor dubbel of meervoudig ruimtegebruik. Zoals bijvoorbeeld de kantoorgebouwen boven de Utrechtsebaan (A12) in Den Haag.
In het project Sijtwende in Voorburg is op een oppervlakte van 22 hectare, 27 hectare gecreëerd met een rijksweg, deels verdiept, deels in een holle dijk waartegen aan woningen en parkeervoorzieningen zijn gebouwd. De tunnel heeft een lucht- en geluidwerend werking. Op het tunneldak is openbaar groen aangebracht.